# 貞操問答
『貞操問答』（ていそうもんどう）は、菊池寛の長編小説。1934年（昭和9年）の7月22日から翌年の2月4日まで大阪毎日新聞、東京日日新聞に196回連載された。1935年に映画化、2005年にテレビドラマ化されている。

## 概要
菊池にとって3作目となる新聞連載小説で、昭和初期を舞台に、波瀾の運命に翻弄される新子ら南條家美人三姉妹の生きざまを刺激的に描いている。連載にあたり、菊池は7月15日の「大阪毎日」、「東京日日」に作者の言葉を寄稿している。

## 登場人物
配役はTBSドラマ版による。カッコ内は綾子が作品中でつけた呼び名。

### 主人公
南條新子（女郎蜘蛛） - さくら
父親を亡くし会社が倒産、家族が路頭に迷わないように音楽学校を退学し、前川家で家庭教師として働くようになる。無意識のうちに計算する性格だが、本人は気づいていない。前川準之助と恋に落ちてしまい前川綾子の怒りを買い、酷い嫌がらせに合うこととなる。小太郎の家庭教師をクビになり、準之助が立ち上げたバー・スワンのマダムとなる。前川洋匡の愛人で前川路子の実母である松奴と瓜二つである。
後に、準之助の嘘の証言により、洋匡射殺事件の容疑者として警察に逮捕され、25年の実刑をくらうことになる。しかし収監されて1ヶ月後、王泰三によって保釈。中国に渡り、2年後にリー・リーフォアとして帰国する。後にバー・スワンを買い取り、ニュー・スワンとして新装開店させる。
前川貿易商会の倒産を謀り、株価を操っていた。自分を裏切った準之助に復讐するために帰国するが、準之助と接するうちに以前の気持ちを取り戻していく。終盤で、王泰三と松奴の娘であり、路子とは異父姉妹であることが判明する。

### 前川家
前川準之助（黒バンビ） - 大浦龍宇一
前川貿易商会社長。息子・前川小太郎の家庭教師としてきた南條新子と恋に落ちる。紳士的な性格で綾子のわがままにいつも耐えている。前川家の婿養子として迎えられたため、綾子に頭が上がらない。新子が失業後、面倒を見ようと、バー・スワンを立ち上げ新子をマダムに抜擢する。名目上バー・スワンは知り合いの店ということになっている。
前川洋匡に新子との仲を知られ、社長から書生に降格されるが、前川綾子と契約を交わし、新子を洋匡射殺事件の犯人を新子に仕立てあげて社長の座を取り戻した。この事件以来、以前の優しさを無くし、冷徹な社長となったが、リーフォア(新子)と接するうちに優しい以前の準之助を取り戻して行く。
前川綾子（メデゥーサ） - 筒井真理子
前川準之助の妻。卑劣な性格で人をいたぶる事を楽しみとしている。登場人物のあだ名をつけた張本人である。小太郎の家庭教師として迎えた新子と準之助の仲に嫉妬し、新子をさらにいじめることとなる。いつも扇子を持ち歩いており、堪忍袋の緒が切れると持っている扇子で相手の顔をぶつ癖がある。
前川家が没落すると、南條家が以前住んでいた長屋で暮らし始めるが、新聞の求人広告を見て南條家のメイドとして働く事になる。最終回で、自ら家に火を付け焼け死ぬ。

### 主人公の姉妹
南條圭子（スコルピオン） - 渋谷亜希
南條家の長女で新子の姉。綺麗な顔立ちをしており女優を目指している。新子と準之助を応援する気持ちもあるが、劇団会場を借りるための金づるとも見ている。
綾子の父にも接近するが、軽くあしらわれて腹を立てる。
南條美和子（ベビーエロ） - 木南晴夏
南條家の末っ子で新子の妹。姉の新子からかつての恋人・美沢を奪う。
計算高い女で、わがままでやんちゃな性格をしている。後半では新子と準之助を応援している。その証拠に、前川綾子がバー・スワンに乗り込み、新子を罵倒した時には逆に綾子を論破して店から追い出した上、新子と準之助の駆け落ちの手伝いをする。最終回でニュー・スワンのマダムとなった。

### 主人公たちの関係者
前川路子（野良猫） - いとうあいこ
前川綾子の異母姉妹の妹。松奴の娘。新子とは異父姉妹。新子に家庭教師を紹介した人物で、新子の同級生。
準之助に特別な感情を抱いており、新子との仲を嫉妬し、新子に冷たく当たってしまう。
美沢直巳（白ウサギ） - 原田篤
新子の元恋人。バイオリンを嗜んでおり、新子の通っていた女学校の講師をしていた。しかし交響楽団の収入が不安定であることから新子にプロポーズ出来ずにいた。
そんな中、美和子の誘惑に負けてしまい、美和子との縁談を進めることになる。縁談が進む中でも新子への想いを絶ちきれずにいた。洋匡射殺事件を引き起こす原因を作った人物である。綾子との契約後、ウィーンへ留学し、国際コンクール2位を受賞し、帰国した。
木賀逸郎（風見鶏） - 窪寺昭
前川家の遠い親戚。誰にでも優しく接する。
前川洋匡（マムシ） - 品川徹
前川貿易商会会長。怒るととても恐ろしく昔はマムシの洋匡と呼ばれていた。昔好きだった松奴に瓜二つの新子を気に入る。綾子から新子と準之助の仲を聞き、準之助を書生に降ろす。杉山に射殺される。
杉山仙吉 - 福士誠治
前川家の運転手。以前は南條家の運転手を勤めていた。新子に特別な感情を抱いており、いろいろと忠告をする。
王泰三に雇われている。最後まで新子を愛した。中国と日本のハーフであり、最終回で王泰三と共に中国に帰国する。
南條聡子 - 山下容莉枝
南條三姉妹の母。とても涙もろい。非常に押しに弱い。バーを始めた新子をとても心配しており、準之助との仲を反対する。
芸者上がりで、洋匡とは昔からの仲。

## 映画
貞操問答 (映画)を参照。

## テレビドラマ
2005年10月17日より12月16日までTBS系列で毎月曜から金曜の13:00 - 13:30 (JST) に愛の劇場枠で放送された。全45話。
第1話（2005年10月17日）〜第20話（11月11日）が『貞操編』、第21話（11月14日）〜第35話（12月2日）が『問答編』、第36話（12月5日）〜が『復讐編』の構成となっている。同枠では1980年代以降いわゆるドロドロとした愛憎劇を取り上げる機会が少なくなったため、この時期としては珍しい作風のドラマであった。また、10月3日放映からのドラマ30の枠でも同じ路線の『デザイナー』が放映されたため、結果的に類似作品が2本続く状態となった。

### ナレーション
ナレーション - 青山栞美

### スタッフ
- 原作 - 菊池寛「貞操問答」（文藝春秋・文春文庫刊）
- 脚本 - 野依美幸
- 演出 - 楠田泰之、飯島真一、位部将人
- 編成担当 - 高野阿弥子・三島圭太
- プロデューサー - 江口正和
- 製作 - TBS・AVEC

### 主題歌
- 奥村愛子「くちびるセクシー」

作詞・作曲－つんく♂
編曲－前嶋康明（東芝EMI）